# Weinberg bei Hünfeld
Das Naturschutzgebiet Weinberg bei Hünfeld liegt auf dem Gebiet der Stadt Hünfeld  im osthessischen Landkreis Fulda.

## Lage
Das Gebiet erstreckt sich östlich der Kernstadt Hünfeld und südlich von Großenbach, einem Stadtteil von Hünfeld. Nördlich des Gebietes verläuft die B 84, östlich die Landesstraße L 3258 und südwestlich die L 3176. Östlich erstrecken sich das 182,2 ha große Naturschutzgebiet (NSG) Breiter Berg bei Haselstein und – im Wartburgkreis in Thüringen – das 198,4 ha große NSG Teufelsberg - Pietzelstein.

## Bedeutung
Das 82,0 ha große Gebiet steht seit dem Jahr 1998 unter der Kennung 1631040  unter Naturschutz.